# Línea 10A (Álava)
La línea 10A de la provincia de Álava une Echagüen y diversas localidades de Cigoitia con Vitoria.

## Características
Esta línea es competencia de la empresa Alegría Hermanos S.A.

## Horarios y tiempo entre paradas

### Horarios de salida desde Echagüen
- 7:00 (Durante curso escolar)
- 9:30
- 15:30

### Horarios de salida desde Vitoria
- 8:00
- 14:45

### Tiempo entre paradas (Echagüen-Vitoria)
Acosta (previo aviso), Zestafe (previo aviso), Echagüen, 10', Murua, 2', Larrinoa, 3', Manurga, Zárate (previo aviso), 4', Cruce de Ondategui, 1', Gopegui, 2', Eribe, 2', Buruaga, 2', Berricano, 5', Apodaca, 14', Vitoria.

### Tiempo entre paradas (Vitoria-Echagüen)
Vitoria, 15', Apodaca, Berricano (previo aviso), Buruaga (previo aviso), Eribe (previo aviso), 10', Gopegui, 1', Cruce Ondategui, Zárate (previo aviso), 4', Manurga, 3', Larrinoa, 2', Murua, 10', Echagüen, Zestafe (previo aviso), Acosta (previo aviso).

## Recorrido

### Recorrido de ida (Echagüen-Vitoria)
La línea comienza su recorrido regular en la localidad de Echagüen, A-3608. Aunque con previo aviso, es posible que la línea pase por las localidades de Acosta (A-4409) y Zestafe (A-4410), desde donde se dirigará de nuevo por la A-4409 y después por la A-3608, al punto inicial de Echagüen. Desde aquí retrocede por la A-3608, y para en las localidades de Murua y Larrinoa. A punto de llegar a Gopegui, gira a la derecha por la A-3610 hasta Manurga, puede extenderse mediante aviso previo hasta Zárate, dónde da media vuelta y retrocede por la A-3610 parando en el cruce de Ondategui. Gira a la derecha por la A-3608, y para en Gopegui, dónde gira a la izquierda por la A-4408 y llegar a Eribe. Desde esta localidad sigue recto hasta a llegar a Buruaga (A-4407) y después a Berricano. De nuevo se encuentra con la A-3608, a la que accede girando a la izquierda. Tras pasar por debajo de la N-622, gira a la derecha por la A-4406 y llega a Apodaca. Desde esta última localidad accede a la N-622 y llega hasta la estación de Autobuses de Vitoria.

### Recorrido de vuelta (Vitoria-Echagüen)
La línea comienza su recorrido en la estación de Autobuses de Vitoria, desde donde busca la N-622. En el cruce de Apodaca realiza un cambio de sentido, para entrar a esta localidad por la salida del concesionario de FIAT, desde Apodaca (A-4406), accede a la A-3608. Mediante aviso previo, puede parar en las localidades de Berricano (A-4407), Buruaga (A-4407) y Eribe (A-4408), y desembocar en la localidad de Gopegui, dónde gira a la izquierda por la A-3610, para parar en el cruce de Ondategui y Manurga, mediante aviso previo se extiende hasta Zárate, dónde da media vuelta para buscar de nuevo la A-3608. Tras las paradas de Larrinoa y Murua, llega a la parada final de Echagüen. Mediante aviso previo, la línea se extiende desde aquí hasta Zestafe (A-4410) y Acosta (A-4409).

## Paradas
| KHSTa |

| HST |

| hKRZWae |

| hKRZWae |

| BHF |

| hKRZWae |

| BHF |

| BHF |

| hKRZWae |

| hKRZWae |

| BHF |

| HST |

| BHF |

| hKRZWae |

| BHF |

| BHF |

| BHF |

| BHF |

| SKRZ-Bo |

| BHF |

| SBRÜCKE |

| SKRZ-Ao |

| SBRÜCKE |

| SKRZ-Bo |

| hKRZWae |

| KBHFe |

| KHSTa |

| HST |

| hKRZWae |

| hKRZWae |

| BHF |

| hKRZWae |

| BHF |

| BHF |

| hKRZWae |

| hKRZWae |

| BHF |

| HST |

| BHF |

| hKRZWae |

| BHF |

| BHF |

| BHF |

| BHF |

| SKRZ-Bo |

| BHF |

| SBRÜCKE |

| SKRZ-Ao |

| SBRÜCKE |

| SKRZ-Bo |

| hKRZWae |

| KBHFe |

| KHSTa |

| HST |

| hKRZWae |

| hKRZWae |

| BHF |

| hKRZWae |

| BHF |

| BHF |

| hKRZWae |

| hKRZWae |

| BHF |

| HST |

| BHF |

| hKRZWae |

| BHF |

| BHF |

| BHF |

| BHF |

| SKRZ-Bo |

| BHF |

| SBRÜCKE |

| SKRZ-Ao |

| SBRÜCKE |

| SKRZ-Bo |

| hKRZWae |

| KBHFe |

| KHSTa |

| HST |

| hKRZWae |

| hKRZWae |

| BHF |

| hKRZWae |

| BHF |

| BHF |

| hKRZWae |

| hKRZWae |

| BHF |

| HST |

| BHF |

| hKRZWae |

| BHF |

| BHF |

| BHF |

| BHF |

| SKRZ-Bo |

| BHF |

| SBRÜCKE |

| SKRZ-Ao |

| SBRÜCKE |

| SKRZ-Bo |

| hKRZWae |

| KBHFe |

| KBHFa |

| hKRZWae |

| SKRZ-Bo |

| SBRÜCKE |

| SKRZ-Ao |

| SBRÜCKE |

| SKRZ-Bo |

| BHF |

| SKRZ-Bo |

| HST |

| HST |

| HST |

| BHF |

| hKRZWae |

| BHF |

| HST |

| BHF |

| hKRZWae |

| hKRZWae |

| BHF |

| BHF |

| hKRZWae |

| BHF |

| hKRZWae |

| hKRZWae |

| HST |

| KHSTe |

| KBHFa |

| hKRZWae |

| SKRZ-Bo |

| SBRÜCKE |

| SKRZ-Ao |

| SBRÜCKE |

| SKRZ-Bo |

| BHF |

| SKRZ-Bo |

| HST |

| HST |

| HST |

| BHF |

| hKRZWae |

| BHF |

| HST |

| BHF |

| hKRZWae |

| hKRZWae |

| BHF |

| BHF |

| hKRZWae |

| BHF |

| hKRZWae |

| hKRZWae |

| HST |

| KHSTe |

| KBHFa |

| hKRZWae |

| SKRZ-Bo |

| SBRÜCKE |

| SKRZ-Ao |

| SBRÜCKE |

| SKRZ-Bo |

| BHF |

| SKRZ-Bo |

| HST |

| HST |

| HST |

| BHF |

| hKRZWae |

| BHF |

| HST |

| BHF |

| hKRZWae |

| hKRZWae |

| BHF |

| BHF |

| hKRZWae |

| BHF |

| hKRZWae |

| hKRZWae |

| HST |

| KHSTe |

| KBHFa |

| hKRZWae |

| SKRZ-Bo |

| SBRÜCKE |

| SKRZ-Ao |

| SBRÜCKE |

| SKRZ-Bo |

| BHF |

| SKRZ-Bo |

| HST |

| HST |

| HST |

| BHF |

| hKRZWae |

| BHF |

| HST |

| BHF |

| hKRZWae |

| hKRZWae |

| BHF |

| BHF |

| hKRZWae |

| BHF |

| hKRZWae |

| hKRZWae |

| HST |

| KHSTe |